# Michael Scofield
Pour les articles homonymes, voir Scofield.
Michael J. Scofield est le héros du feuilleton télévisé Prison Break joué par Wentworth Miller. Lorsque son frère aîné, Lincoln Burrows (Dominic Purcell), est condamné à mort pour un crime qu'il n'a pas commis, Michael, ingénieur en génie civil, met au point un plan très élaboré pour le faire évader de prison.

## Préambule
L’histoire de Prison Break tourne autour de deux frères très complices et autour du plan de Michael Scofield, le cadet de la fratrie pour les faire évader de la prison de Fox River, près de Chicago, et les faire sortir des États-Unis. En tant que héros de la série, Michael Scofield est présent dans tous les épisodes. Le rôle de Michael enfant, joué par Dylan Minnette, est apparu dans trois épisodes via des flashbacks très courts.

### Son parcours avant Fox River
Né le 8 octobre 1974, après l'abandon de son père du domicile conjugal, Michael Scofield a pris le nom de famille de sa mère. Plusieurs flashbacks nous donnent des informations essentielles sur les liens qui existent entre Michael et son frère Lincoln et les raisons pour lesquelles Michael est déterminé à tout mettre en œuvre pour que Lincoln échappe à son exécution. Comme il l'explique à un prêtre, il n’hésitera pas à enfreindre les lois pour cela. Michael et Lincoln sont très attachés l'un à l'autre.
Quand Michael avait onze ans et Lincoln quinze ans, leur mère (biologique pour Michael et mère adoptive pour Lincoln, on l'apprendra lors de la saison 4) est dite morte d'un cancer. Pendant plusieurs mois, Michael a été ballotté par les services sociaux des familles d'accueil, Lincoln alors en centre pour jeunes délinquants ne pouvant s'occuper de son jeune frère. L'un des pères nourriciers de Michael l'a brutalisé en l'enfermant dans le noir et en le frappant, ce qui l'a traumatisé. C'est son père Aldo Burrows qui viendra le sauver sans lui révéler sa véritable identité. Lors de sa sortie, Lincoln est devenu son tuteur et a pris soin de lui. C'est l'une des raisons pour lesquelles Michael est si déterminé à faire sortir son frère de prison. Après la perte de ses deux parents, Lincoln a basculé dans la délinquance, mais en veillant à ce que Michael ne suive pas le même chemin. Il lui a par exemple payé des études d'ingénieur en lui faisant croire qu'il s'agissait de la moitié de l'assurance vie de leur mère.
Michael étant un élève particulièrement doué, il obtient d'excellents résultats scolaires au lycée Morton East High School. Puis, il décroche un diplôme d'ingénieur en génie civil (plus particulièrement en ingénierie des structures) à l'université de Loyola à Chicago. À sa sortie de l'école, il devient ingénieur des structures avec la société Middleton, Maxwell et Schaum à Chicago.
Trois ans avant que Lincoln soit emprisonné à Fox River, les relations entre Michael et Lincoln sont de plus en plus tendues du fait de leurs vies complètement opposées. Wentworth Miller explique qu'« avant la prison, Michael était un homme vide, carriériste, ambitieux ». Michael ne voit en Lincoln qu'un irresponsable et il commence à être fatigué — « being the older brother to his older brother » (« d'être le grand frère de son grand frère »). Après l'arrestation de Lincoln pour le meurtre de Terrence Steadman, Michael ne croit pas immédiatement en l’innocence de Lincoln. Néanmoins, après avoir découvert que son frère avait emprunté quatre-vingt-dix mille dollars pour lui permettre d’effectuer ses études, Michael se rend compte que Lincoln n’est pas du tout l'homme qu'il croyait connaitre. 
En se remémorant la façon dont Lincoln avait veillé sur lui lorsqu'il était enfant et en prenant conscience des sacrifices qu'il a faits, Michael se sent terriblement coupable. Ses découvertes sur son frère ainsi que sur lui-même l'incitent à tout mettre en œuvre pour le sauver. Selon le créateur Paul Scheuring, ce changement a été souligné par le jeu de l'acteur et l'utilisation des angles de prises de vue. Devant l’impossibilité d’aider son frère en passant par les instances légales et le rejet définitif des appels de Lincoln, Michael prend les choses en main. 
Coïncidence, la société de Michael avait été responsable de la rénovation de la prison de Fox River, établissement pénitentiaire qui abrite Lincoln jusqu'à son exécution. Michael récupère les plans du bâtiment et durant une année entière, met méticuleusement au point un plan pour sauver son frère.
Avant d'être emprisonné, Michael a analysé chaque détail ainsi que chaque personne de la prison. Une fois à l’intérieur, il doit pouvoir créer des relations avec d'autres détenus dont il a besoin pour son plan ainsi qu’avec certains membres du personnel de la prison qu’il a besoin de manipuler.
Durant les quatre mois qui précèdent son incarcération, Michael va progressivement se faire tatouer une grande fresque d'inspiration gothique recouvrant son torse, ses bras et son dos et représentant la bataille des anges et des démons. Ces tatouages représentent en réalité les plans de la prison ainsi que diverses autres informations essentielles à la réalisation de son plan :
- le dessin tatoué sur son torse d'un démon massacrant un ange contient les plans des couloirs et tunnels souterrains ;
- le dessin tatoué sur son dos de l'ange tuant le démon cache le plan aérien de la prison (murs, toits, emplacement des salles...) ;
- le bras droit arbore des anges et son bras gauche des démons, ainsi que d'autres inscriptions et indices qu'il voulait mémoriser (par exemple : formule chimique, numéro de téléphone...)[3].

### Surnoms
- « Fish », ce qui signifie en gros « le bleu » ou « le nouveau ». Sucre lui rappelle d’ailleurs dans l’épisode Un homme hors du commun qu’on ne peut plus l’appeler ainsi lorsque de nouveaux détenus arrivent à la prison.
- Les détenus noirs (en particulier C-Note) l'appellent "Snow Flake", traduit par « Blanche-Neige » dans la version française
- T-Bag l'appelle également « Pretty » (« ma jolie ») ou « Beauty » (« beauté »).
- "Gueule d'ange" dans la version française, comme l'appelle C-Note également.
- Il est aussi surnommé "Papi" ("Papa") par Fernando Sucre.

## Saison 1
Dans la première saison, Michael Scofield est présent dans la plupart des scènes de chaque épisode.
Pour être à Fox River, Michael n’hésite pas à braquer une banque à visage découvert et à plaider coupable devant la juge. Il demande à être emprisonné à Fox River arguant du fait que l’établissement est proche de chez lui.
Une fois là-bas, il recrute un certain nombre de personnes pour faciliter l'évasion : son compagnon de cellule Fernando Sucre pour l'aider à creuser, le parrain de la mafia John Abruzzi pour l'intégrer dans l'équipe de l'industrie pénitentiaire (travail pénitentiaire, TP) et lui fournir un avion et le vieux Charles Westmoreland, qu'il pense être le célèbre voleur D. B. Cooper, pour l'aider à financer leurs vies de fugitifs. Michael fait également semblant d'être diabétique afin d'avoir un accès quotidien à l'infirmerie (la future porte de sortie des évadés) et lui permettre d'établir une relation avec le Docteur Sara Tancredi, qui s'avère justement être la fille du gouverneur de l'Illinois, Frank Tancredi.
Deux orteils de Michael sont découpés par John Abruzzi, qui veut le contraindre à lui révéler le lieu où se cache le témoin protégé Otto Fibonacci. Quand Michael refuse d'obtempérer, il propose un échange : l'avion contre l'adresse de Fibonacci. La date de l'exécution de Lincoln approchant dangereusement, Michael et son équipe décident de s'évader mais le remplacement d'un tuyau dans la remise met un terme à cette tentative. 
Quelques jours plus tard, lors d'une de ses excursions nocturnes, il se brûle accidentellement le dos en essayant de ne pas se faire repérer par un gardien. Cette brûlure a malencontreusement effacé une partie du tatouage, compromettant dangereusement la réalisation du plan. Refusant d'avouer au directeur la raison de cette brûlure, Michael est placé en isolement. L’enchainement de ces évènements finit par atteindre Michael qui semble sombrer dans une dépression. 
Dans une interview, Wentworth Miller confirme cette hypothèse : « When the new pipe thwarts their escape and Plan A is in the crapper, the first rock has been thrown in the still pond of Michael Scofield, which led to his breakdown » (« Lorsque le remplacement du tuyau d’évacuation anéantit leur évasion et ruine leur plan A, c'est un peu comme un grain de sable qui se serait glissé dans l’engrenage bien huilé de Michael Scofield, ce qui provoque sa dépression nerveuse »). Transféré dans l'unité psychiatrique, Michael retrouve ses esprits (ou cesse de feindre sa dépression) et reprend immédiatement contact avec Le Disjoncté pour le convaincre de lui redessiner la partie manquante.
D'autres détenus que Michael n'avait pas prévus vont s'ajouter à l'équipe (T-Bag, C-Note, Le Disjoncté, L'Acrobate et Manche). Des obstacles vont contrecarrer le plan à maintes reprises forçant Michael à le reformuler. Toutefois, l'attitude rassurante et inoffensive qu'a volontairement affichée Michael va tout de même porter ses fruits. 
Il réussit à créer une relation de confiance avec le directeur Henry Pope et nouer un lien privilégié avec Sara Tancredi. Il les utilise par la suite pour sauver la vie de son frère. Après avoir demandé à Sara de ne pas fermer à clé la porte de l'infirmerie et avoir menacé malgré lui le directeur dans son bureau, Michael s'échappe finalement au-dessus des murs de Fox River avec son frère et les autres détenus. Il réussit enfin cette évasion.

## Saison 2
Dans la deuxième saison, l'histoire continue de suivre Michael, son frère et les six autres évadés pendant qu'ils essaient d'échapper aux autorités qui les poursuivent sans relâche. Les trois premiers épisodes démontrent encore le niveau de complexité du plan de Michael. Sa préparation avant son incarcération à Fox River est particulièrement utile lorsque Michael mène son frère, Sucre, C-Note et Abruzzi vers une cachette à Oswego et leur fournit des vêtements de rechange. 
En outre, Michael a préparé un sac contenant de l'argent, un téléphone portable, des cartes prépayées de téléphone, et de faux passeports pour Lincoln et lui. Mais, un agent du FBI nommé Alexander Mahone se rend compte que Scofield est le cerveau de l'opération et est intrigué par l'esprit ingénieux de Michael. Ce nouveau personnage devient le némésis de Michael. Ainsi, Mahone déchiffre trois de ses tatouages et est pratiquement sur le point de l'attraper au cimetière quand il découvre la signification de « Ripe Chance Woods ». Dans l'épisode suivant  le plan de Michael et de Lincoln pour mettre en scène une autre évasion (celle de L.J.) du tribunal du Comté avant son procès pour le double meurtre de Lisa et Adrian Rix est contrecarré après que l'agent Mahone décode le message donné à L.J. De plus, Lincoln reçoit une balle, ce qui les force à se réfugier dans l'appartement de Nika Volek. Après avoir récupéré leur voiture enlevée par la fourrière, Michael et Lincoln la font exploser grâce à un système de détonation différée dans le fossé d'une petite route isolée afin de se faire passer pour morts auprès de leurs poursuivants.
Mahone continue à comprendre le plan de Michael et à le dépister pendant que celui-ci quitte l'Illinois pour aller en Utah afin de rechercher les cinq millions de dollars de Westmoreland. Après avoir échappé à Brad Bellick et son acolyte Roy Geary et laissé Nika (après qu'elle les a trahis) près d'une route, Michael et Lincoln se dirigent vers Tooele en Utah pour trouver l'argent de Westmoreland. 
Ils sont rejoints par l'Acrobate, T-Bag, Sucre et C-Note. Michael et Lincoln se séparent pour la première fois de la série quand Lincoln décide de récupérer L.J. qui va être libéré de prison. Après un certain temps, Michael, Sucre, T-Bag et C-Note déterrent finalement l'argent. Bien que Michael et Sucre aient projeté de duper leurs anciens codétenus, c'est T-Bag qui roule tout le monde dans la farine et part avec l'argent. Michael sauve la vie de Sucre lorsqu'il tombe dans le fleuve. Celui-ci lui rend la pareille lorsque Michael se retrouve en mauvaise posture face à des contrebandiers mexicains.
À la suite des décès successifs d'Abruzzi et de l'Acrobate, Michael prend conscience que Mahone ne veut pas que les fugitifs s'en sortent vivants. Il est également impressionné par sa perspicacité au sujet de son plan. Il décide d'enquêter sur lui et découvre que Mahone a assassiné un dénommé Oscar Shales. Muni de cette information, il pose un ultimatum à l'agent du FBI : si Mahone accepte de le laisser lui et sa famille tranquilles, il accepte de ne rien divulguer.
En dépit de cela, Mahone continue à traquer Michael lorsqu'il localise le lieu de rendez-vous avec Sara Tancredi au Nouveau-Mexique. Michael rencontre enfin Sara, qui est peu disposée à s'échapper au Panama avec lui. Ils sont interrompus par l'arrivée de Mahone qui les poursuit en voiture jusqu'à une usine désaffectée. Michael parvient à piéger l'agent du FBI en l'emprisonnant dans une cage. Après que Sara refuse son offre, Michael décide de continuer son plan. 
Mais ses actions (vol du GPS, évasion de T-Bag...) le torturent de plus en plus. Wentworth Miller explique : « Michael est littéralement libre, mais émotionnellement et psychologiquement, il est encore un prisonnier de Fox River. Il est hanté par les morts, torturé par l'idée qu'il ait pu manipuler le docteur Sara Tancredi et enfin il se sent coupable d'avoir aidé des types comme T-Bag à passer le mur de cette prison ». Il craque et décide de se réfugier dans une église pour se confesser. Dans sa confession, Michael raconte qu'il a vu un homme mourir dans son enfance. Dans un flashback, il s'avère que cet homme était son principal père d'adoption, qui a été tué par Aldo Burrows, son père biologique. Michael retrouve Sucre, Lincoln ainsi que son père à « Bolshoi Booze », un lieu codé. 
Pendant qu'ils se dirigent vers l'endroit où l'avion censé les amener au Panama va atterrir, Aldo essaie de se faire pardonner pour avoir abandonné ses fils. Cependant, Mahone réussit de nouveau à décoder le message et arrive à blesser mortellement Aldo. Avant de mourir dans les bras de Michael, il avoue à ses fils qu'il les a toujours aimés et les implore de trouver Sara Tancredi. Il pense qu'elle détient la preuve de l'innocence de Lincoln. Les deux frères décident de ne pas s'enfuir avec Sucre au Panama. Ils refusent de laisser le Cartel s'en sortir. Peu de temps après, ils sont capturés par Mahone, qui est sur le point de les tuer froidement lorsque la patrouille des frontières intervient. Le lendemain, Michael et Lincoln parviennent à s'échapper dans un tunnel, comme l'avaient prévu les agents Mahone et Kellerman. Cependant, Kellerman tire sur Mahone et propose son aide aux deux frères pour se venger de la Présidente Caroline Reynolds, qui a ruiné chacune de leurs vies.
Après s'être échappés, ces derniers vont à la recherche de Terrence Steadman qui est isolé dans sa demeure gardée en permanence par des agents fédéraux. Ils parviennent à l'enlever et se réfugient dans une chambre d'hôtel. Michael appelle la chaîne de télévision Channel 11 pour annoncer qu'il se rend (en réalité c'est pour prouver que Steadman est toujours en vie). Mais Terrence panique : il craint la prison à vie pour avoir masqué sa mort. Par égoïsme, il se suicide, laissant Lincoln et Michael dans leur désespoir. La police et la presse arrivent près de leur chambre d'hôtel.
Après avoir échoué dans leur tentative d'utiliser Steadman, Michael, Lincoln et Kellerman échappent aux forces de police en prenant en otage un cadreur et en volant la voiture d'une journaliste de télévision. Ils obligent le cadreur à enregistrer une vidéo dans laquelle Lincoln proclame son innocence et dévoile l'existence du Cartel, alors que Michael dénonce les meurtres de l'agent Mahone et fait des excuses à Sara en expliquant qu'elle n'est qu'une innocente victime. Cette vidéo est livrée aux médias, toutefois Kellerman et Michael l'ont intentionnellement réalisée pour donner l'impression aux agents du FBI qu'ils en avaient après la présidente Reynolds, alors qu'en réalité ils voulaient délivrer un message à Sara. Michael reçoit avec succès un appel téléphonique de Sara à l'hôpital St Thomas à Akron dans l'Ohio. Il lui promet que tout peut s'arranger si elle lui donne la clef qui appartenait à son père et qui peut vraisemblablement dénoncer la conspiration.
Dans cette saison, Sara et Michael sont fous amoureux l'un de l'autre. En effet, Michael se sacrifie pour que Sara n'aille pas en prison.

## Saison 3
De retour en prison, Michael se retrouve dans une prison de Panama, Sona, où les prisonniers sont livrés à eux-mêmes, depuis une émeute, il y a un an, où tous les gardiens ont déserté. Dès son arrivée, il observe les règles cruelles fixées par Lechero, le chef de la prison. Deux hommes se battent à mort, avant que leurs corps ne soient enterrés devant la prison, si la famille ne s'en occupe pas. Il y retrouve Brad Bellick, emprisonné pour meurtre (qu'il n'a pas commis), ancien maton de Fox River, en mauvais état, et Alexander Mahone, l'agent du FBI, qui doit faire face à sa dépendance, ainsi que T-Bag, qui intègre rapidement le cercle de Lechero. Il apprend par son frère qu'il doit faire sortir un détenu du nom de James Whistler, sinon quoi son neveu, LJ et sa petite amie, Sara, seront exécutés. Michael trouve la trace de Whistler, qui se cachait dans les égouts, car le maire offrait une récompense au prisonnier qui vengerait la mort de son fils (tué dans une bagarre par Whistler). Michael a une semaine pour faire sortir Whistler de Sona, avec le matériel à sa disposition. Pour cela, il observe la rapidité des gardes, l'éclat du soleil qui gêne un des gardiens et le fait qu'il doivent détourner le regard. Leur tentative échoue et le Cartel donne à Michael quatre jours supplémentaires pour libérer Whistler. Michael ignore la présumée mort de Sara. Il ajoute finalement le jeune basketteur, T-Bag, Mahone, Lechero et Bellick au plan d'évasion. Bellick, T-Bag et Lechero se feront prendre par les gardes, ce dernier se faisant tirer dessus. Michael et les prisonniers en profitent pour s'évader. Après l'évasion, l'échange se fait comme prévu. Lincoln, LJ et Sofia décide de vivre une nouvelle vie, Mahone retrouve Whistler dans un bar avec Gretchen dans un but non précisé et Michael est décidé à venger Sara.

## Saison 4
Déterminé à se venger de la mort de Sara, Michael décide de retrouver la trace de Gretchen. Mais alors qu'il s'apprête à l'exécuter, il apprend qu'elle est vivante. Il décide de retrouver sa trace, mais se fait arrêter par des policiers. Il rencontre Donald Self, un agent de la sécurité du territoire qui lui propose de trouver Scylla, le livre noir du Cartel qui pourrait contribuer à sa destruction, en échange d'une vie libre. Il refuse, mais comprenant qu'ils sont pourchassés par le Cartel, il décide de coopérer avec Donald Self. Michael, Lincoln, Sara, Sucre, Bellick, et Mahone forment une nouvelle équipe pour retrouver Scylla. Ils sont aussi aidé par Roland Glen, un expert informaticien. Celui-ci crée un appareil qui permet de copier les données de Scylla, mais alors qu'ils réussissent, ils apprennent que Scylla est composé de 6 parties. Apprenant la nouvelle, Donald Self les menace de les renvoyer en prison, s'il ne trouve pas les autres cartes, mais Michael réussit à trouver l'endroit où se trouvent les 6 détenteurs de Scylla, et à trouver ainsi leur identité.  
Pour copier la 2e carte, l'équipe doit se faire passer pour des policiers dans une réunion rendant hommage à d'autres policiers morts, mais Michael est pris souvent de saignement de nez.
Michael apprend qu'il est atteint d'une tumeur au cerveau et doit se faire opérer en urgence mais celui-ci refuse car il veut a tout pris aider ses amis à détruire le cartel. Michael arrive à voler Scylla mais il est enlevé par le cartel qui passe un marché avec Lincoln, la vie de Michael contre Scylla. Lincoln accepte le contrat et Michael est opéré par le cartel.
Il est emmené dans une maison avec un médecin chargé de lui faire un lavage de cerveau et le faire entrer dans le cartel mais Michael ne se laisse pas faire et parvient à s'enfuir avec l'aide de Sara. Il apprend aussi que sa mère est vivante et que c'est elle qui est maintenant en possession de Scylla. Sara apprend par la suite qu'elle est enceinte de Michael. 
Michael va tenter de récupérer Scylla mais Lincoln veut lui aussi le récupérer pour le remettre au cartel. Michael arrive finalement à retrouver Scylla mais est pris au piège par sa mère qui menace de tuer Lincoln s'il ne lui rend pas Scylla et le général qui détient Sara prisonnière. Il apprend par Lincoln que Sara est enceinte et qu'il doit absolument la sauver. Il arrive à sauver Lincoln et Sara mais sa mère veut à tout prix reprendre Scylla et lorsqu'elle compte tuer Michael, Sara lui tire une balle dans le dos ainsi Michael va remettre Scylla à Paul Kellerman qui fait maintenant partie du gouvernement. 
À la fin de la saison, les autorités viennent interrompre le mariage de Michael et Sara et font emprisonner celle-ci pour le meurtre de Christina Hampton. Michael met au point un plan pour faire évader Sara. Malheureusement, la carte qui permettait d'ouvrir la porte de sortie ne fonctionne pas Michael doit donc sacrifier sa vie pour sauver celle de Sara et de son enfant.

## Saison 5
Michael Scofield est officiellement mort il y a sept ans. En réalité, il a mis en scène sa propre mort, contraint de se mettre au service de l’agent secret Poséidon. Ce dernier a recruté Michael pour faire évader de nombreux détenus dans de multiples pénitenciers à travers le monde. 
Michael avait été repéré par Poséidon lors des évènements des quatre dernières saisons, et l’agent secret a alors décidé d’exploiter les compétences et la grande intelligence de Scofield pour des missions d’évasion non officielles. Scofield est contraint d’accepter, sous peine pour Lincoln, Sara et lui de retourner en prison à perpétuité. 
En dernier lieu, Michael, sous le nom de Kaniel Outis, est incarcéré à la prison de Ogygia, à Sanaa, au Yémen, en partie contrôlée par les troupes de Daesh.
Aux États-Unis, son frère Lincoln apprend par T-Bag que Michael est toujours en vie. Avec l’aide de Benjamin Miles Franklin, son ancien codétenu à Fox River, ils se rendent au Yémen afin d’aider Michael à s’évader de prison.

## Personnalité
Michael Scofield souffre de deux affections psychiatriques. La première est le déficit d'inhibition latente. En regardant un objet, au lieu de s'en tenir au premier aspect visuel, Michael analyse tout, prend en compte chaque détail et imagine l’objet ou l’endroit devant ses yeux dans sa totalité y compris ce qui peut s’y trouver dedans. Combiné à un Q.I élevé, cela fait de lui un génie créatif. De plus, dans la deuxième saison, Michael explique à son père et Lincoln que lorsque son père nourricier l'enfermait dans le noir : « If you leave someone alone in the dark for that long, their eyes start to adjust. You start to see things, no matter how small, because if they exist, they can help you. » (« Si tu laisses quelqu'un seul dans le noir pendant longtemps, ses yeux commencent à s'habituer. Tu commences à voir des choses, aussi petites soient elles, parce que si elles existent, elles peuvent t'aider. ») 
La seconde affection est son extrême sensibilité à la souffrance des personnes qui l'entourent. Cela le pousse à sauver les autres au risque de mettre sa propre vie en danger. Le bien-être des autres est plus important que le sien. La veille de son braquage de banque, Michael s'est marié avec Nika Volek afin qu'elle vienne lui apporter une carte de crédit en prison. En se mariant avec Scofield, celle-ci a ainsi obtenu sa « carte verte » : il s'agit là d'un bon exemple de sa générosité.

## Concept et création du personnage

### Création
Le personnage a été conçu après que Paul Scheuring, le créateur de Prison Break, a développé l'idée d'un autre producteur, Francette Kelley, au sujet d'un homme qui s'emprisonne délibérément pour faire évader quelqu'un. À partir de cette première ébauche, Scheuring a renforcé le personnage en faisant de lui un ingénieur qui travaillait pour une société d'architecture et a eu accès aux plans de la prison.

### Interprétation
Dans la plupart de ses scènes de la première saison, Wentworth Miller utilise volontairement une gamme limitée d'expressions du visage. Cela renforce le côté mystérieux du personnage, sa détermination sans faille et son calme inébranlable. Ce choix a engendré des critiques à la fois positives et négatives. Ainsi pour son jeu dans la première saison, Wentworth Miller a été nommé aux Golden Globes. The Washington Post a jugé que la performance de Miller était : « the most oppressive » (« la plus oppressante ») et comment « the actor apparently thinks it looks cool for him always to be scanning the surroundings... » (« l'acteur a apparemment pu penser qu'il paraitrait cool en étant toujours en train de scruter les environs... »). Entertainment Weekly a identifié les nombreuses scènes où Miller était présent en affirmant : « it's Miller's show » (« C'est le show de Miller ») et sur sa performance, ils ont déclaré que : « Michael Scofield has the silky voice of a sociopath, the resigned stance of a long-distance runner » (« Michael Scofield a la voix soyeuse d'un sociopathe, l'attitude résignée d'un coureur de fond ») . À l'inverse, The New York Times a apprécié que Miller ne dévoile pas trop ses émotions : « He projects an unflappable determination that confounds his fellow prisoners... » (« Il projette une détermination imperturbable qui déconcerte ses codétenus.... »).
En évoquant son personnage, Miller explique : « First season, I think part of my challenge was to create, hopefully, a compelling character. But at the same time, there were so many things I could never show, because standing next to Abruzzi or T-Bag or Bellick, I couldn't afford to be vulnerable. I couldn't afford to crack a smile. » (). Et : « J'ai choisi d'en faire un héros énigmatique. ». Il dit également : « Ma perception du personnage a littéralement changé depuis le début de la série. Quand j'ai lu le scénario pour la première fois, j'ai pensé : “Ok, c'est l'histoire d'un type ordinaire qui se retrouve dans des circonstances extraordinaires.” Mais j'ai rapidement compris que Michael était en fait un homme extraordinaire dans des circonstances extraordinaires ! Il a autant de problèmes et de parts d'ombre que le grand frère qu'il est venu sauver. Et s'il n'en avait pas, il ne serait jamais capable de tenter ce qu'il fait, parce que c'est quelque chose que personne de sensé ne ferait ».
Dans la deuxième saison, le personnage dévoile une nouvelle palette d'émotions que Miller explique : « He's going to have some lighter, more colorful shades... now that he's off with his brother, around whom I think Michael is willing to show a side of himself that he's not with others, there's a lot more that I can explore. » (« Il va avoir des nuances plus colorées et plus éclairées. Maintenant qu'il est dehors avec son frère, avec qui je pense que Michael a la volonté de montrer un côté de lui-même qu'il n'a pas avec les autres, il y a beaucoup plus d'aspects que je peux explorer. »). Ainsi, la première fois où Michael laisse éclater sa colère devant les autres, c'est dans le dernier épisode de la première saison. Il est maintenant libre et à l'extérieur de la prison.

## Relations avec d'autres personnages

### Lincoln Burrows
Lincoln Burrows est le frère aîné de Michael Scofield, condamné à la chaise électrique pour un crime qu'il n'a pas commis. Michael se fait enfermer dans la même prison que son frère afin de le faire évader, surnommé « the sink », ou « l'évier » ou encore « le déluge » en version française. Lincoln tient en prison la réputation d'être très dangereux, car il n'a plus rien à perdre. 
Après que Michael a réussi à faire évader son frère de prison, il essaie encore de prouver son innocence, et quand Lincoln est enfin libre, Michael est enfermé à la prison de Sona, mais son frère est libre.
Lincoln ment à Michael en lui cachant la mort de Sara, mais il finit par lui avouer que Sara est morte. Il le supplie de faire évader Whistler, sinon, le cartel tuera L.J, le fils adolescent de Lincoln. 
Quand Michael doit prendre une terrible décision, sauver Lincoln, qui se vide de son sang, ou Sara, retenu prisonnière par T-Bag et le chef du Cartel, Lincoln apprend à son frère, au téléphone, que Sara est enceinte, et offre de se sacrifier pour que son frère puisse vivre heureux avec Sara et son fils. Mais Lincoln finit par être sauvé par un autre plan incroyable de son frere.

### Sara Tancredi
En préparant son plan d'évasion, Michael s'était renseigné sur le docteur Sara Tancredi. Ainsi, dès leur première rencontre, il feint d'ignorer qu'elle est la fille du gouverneur Tancredi alors qu'il possédait des articles de journaux sur elle. L'infirmerie étant un endroit déterminant dans son plan, il a besoin d'y être régulièrement présent et d'amadouer la jeune femme. Il prévoit donc de la séduire pour s'assurer une éventuelle collaboration, comme il l'avoue lui-même.
Cependant, Michael se prend de plus en plus au jeu et finit par ressentir de véritables sentiments pour Sara : « I needed to be here. But then I wanted to be here... with you. » (« J'avais besoin d'être ici. Mais ensuite j'ai voulu être ici... avec vous. »). 
Même s'il a des scrupules concernant Sara, Michael ne recule pas dans l'exécution de son plan, il lui demande de l'aider au risque de bouleverser sa vie et de compromettre ses chances avec elle. Wentworth Miller dit à ce sujet : « Évidemment que ce lien va être sérieusement remis en cause puisqu'on comprend vite qu'il va se servir d'elle pour parvenir à ses fins, même s'il a de réels sentiments pour elle. ».Dans la saison 3, elle est enlevée par "Gretchen" pour le compte du Cartel et elle sera donc un point de pression pour que Michael fasse évader au Panama un homme du Cartel, mais, après que Lincoln ait tenté de faire évader Sara et L.J, Susan B. Anthony tue Sara, et Lincoln finit par le dire à Michael.
Assommé par la perte de sa dulcinée, Michael, fou de rage, provoque un combat à mort, et se jure de venger Sara. Dans la saison 4, Gretchen finit par dire à Michael qu'elle n'a jamais tué Sara. Michael retrouve alors sa bien-aimée et la serre dans ses bras.
Leur relation sera mise à l'épreuve face à la tumeur de Michael, à qui il ne reste que très peu de temps à vivre.
À la fin de la saison, notre héros sera face à un choix cornélien, car Lincoln, qui se vide de son sang, est retenu prisonnier par sa mère, et Sara, enceinte, est prise en otage par le général et est à la merci de T-Bag. En effet, la mère de Michael et le général réclament tous deux Scylla et détiennent chacun un otage.
Michael sauve Sara de T-bag, qui s'apprêtait à la violer, et, arme levée, s'apprête à le tuer, mais Sara l'en empêche à contre cœur. Il se contente de prendre la clé et de libérer Sara. 
Ils marchent tous deux sur la plage et elle lui dit qu'elle est heureuse, c'est là que Michael se remet à saigner du nez, preuve que la tumeur est revenue, et tous deux se rendent compte que leur bonheur sera de courte durée.
Michael et Sara se marient mais cette dernière est ensuite arrêtée pour le meurtre de la mère de Michael. Celui-ci décide alors de la faire évader. Il se sacrifiera pour mener à bien cette dernière évasion et permettre à Sara et à son fils de vivre libres et en sécurité, en Amérique du Sud. Sara élève son enfant, Mike Scofield, avec l'aide de son nouveau mari Jacob Ness, "Poséidon".
Sept ans plus tard, il est révélé que Michael est toujours en vie. Après son évasion de la prison d'Ogygia à Sanaa (Yémen) et de sa fuite jusqu'en Grèce avec Lincoln, Sara le revoit pour le soigner d'un coup de couteau qu'il a pris quelques heures auparavant. C'est à ce moment-là que Michael et Sara réalisent que l'époux de cette dernière est l'homme qui a piégé Michael. Scofield réussira néanmoins à déjouer les plans de l'antagoniste au bout de la saison, et la fin nous laisse présumer que lui et Sara sont toujours en couple et heureux.

### Fernando Sucre
Il est le codétenu de Michael à son arrivée à Fox River. Après un test réussi mais houleux, Michael décide d'intégrer Sucre dans son plan d'évasion pour deux raisons : la 1re est qu'il n'a pas le choix car il doit passer par sa cellule pour sortir et la 2e est qu'il a confiance en son codétenu.
Sucre restera son plus fidèle ami pour le reste de l'aventure, n'hésitant pas à rester à ses côtés au lieu de rejoindre sa bien-aimée, Marycruz.
Dans la saison 3 où Michael est emprisonné à Sona, Sucre se fera passer pour le croque-mort de cette prison afin de pouvoir enduire le grillage d'un produit qui le fera fondre l'aidant ainsi à se libérer et sauver son ami.

### Benjamin Miles Franklin (C Note)
Ancien soldat, Benjamin Franklin est injustement viré pour causes de marché noir. De retour au pays, il n'informe pas sa femme, Kacee et sa fille, Dede de son licensement et après avoir été arrêté pour trafic illégal, il fait croire à sa famille qu'il doit retourné au front. Le seul tenu au courant de la vérité est son beau frère qui est obligé de garder le silence puisque c'est lui qui lui avait donné le boulot qui l'a fait partir en prison.
Dans la saison 1, Franklin découvre que Michael et l'équipe de TP planifient de s'échapper et les menaces de tout dire aux gardiens sauf s'il part avec eux. Il s'échappe  donc de « Fox River » avec l'équipe. Une fois en dehors de la prison, Franklin décide d'aller chercher l'argent de Charles Westmorland (alias DB Cooper), mort durant l'évasion, en Idaho. Après s'être fait rouler par T-bag, il rentre à Chicago et appelle sa femme en lui demandant de le retrouver "under the rainbow, where we took the picture" sa femme étant sur écoute, le FBI tente de localiser le lieu de leur rendez-vous. Finalement, le FBI offre un compromis à sa femme. Soit elle les aide à coffrer son mari, soit elle est arrêtée pour complicité et sa fille est mise dans un foyer. Elle choisit sa fille dans cet injuste compromis. Mais finalement, son frère, son mari et leur "équipe" vont chercher sa fille à l'école et embarquent sa femme. Le couple peut vivre ensemble tout en étant en cavale. 
Après qu'une vendeuse reconnaisse la femme de C-note et appelle la police qui l'arrête, C-note doit s'occuper seule de sa fille qui est gravement malade. Finalement, il se livre au FBI en échange de la liberté de sa femme et de soins pour sa fille. De plus, il promet de les aider à mettre Michael sous les verrous sans quoi l'offre ne marchera plus. 
Après que C-note essaye de prendre contact avec Scofield par le biais d'une page web, Scofield est quasiment arrêté. Finalement, Alex Mahone qui avait fait la proposition à Benjamin Franklin reçoit l'ordre de le tuer. Il lui propose un nouveau dilem, il utilise ce qu'il recevra l'après midi même dans sa cellule et sa femme et sa fille iront bien. Le paquet qu'il reçoit plus tard contient une corde pour se pendre. Il tente donc de se suicider mais les gardiens interviennent à temps et le sauvent. Après que C-note ait tenté de joindre l'agent Mahone, un autre agent cherchant à rétablir justice à propos des faits et gestes de Mahone lui propose la liberté en échange de son témoignage sur les menaces de Mahone. Évidemment, il accepte et est libéré. Il peut maintenant faire ce dont il rêve depuis le départ, vivre sa vie de famille au mieux sans problème. Nous retrouvons C-Note dans la saison 5, lorsque convertit à la religion musulmane, il part aider Lincoln à retrouver Michael au Yemen.

### Paul Kellerman
Dans la saison 1, Paul Kellerman est un agent des Services Secrets et du cartel, il est au service de la vice-présidente afin qu'elle devienne présidente, il va devoir étouffer l'affaire "Burrows" présumé coupable d'avoir tué Terence Steadman, le frère de la vice présidente. Il sera prêt à tout pour bien accomplir sa mission jusqu'à tuer de nombreuses personnes. Tenu à l'écart de la présidente (dont il est très proche) dans la saison 2, il finira par changer de camps malgré ses antécédents. Après avoir collaboré avec les deux frères et Sara (alors qu'il avait pour ordre de la tuer peu de temps avant mais qu'elle avait finalement réussi à s'échapper), il finit par être exclu de leur équipe. Après une tentative de suicide mise à l'eau à la suite d'une défaillance de son arme, il décide d'aller témoigner au procès de Sara, la disculpant et s'incriminant lui, ainsi que le gouvernement, la compagnie et toutes les personnes ayant pris part à l'affaire "Burrows". Il est donc arrêté tandis que les plaintes contre Sara sont retirées. Durant son transfert vers une prison, le convoi est arrêté et il est secouru par des agents travaillant pour Aldo Burrows, le père de Lincoln et Michael, donc contre le Cartel.

### Alexandre Mahone
Mahone n'intervient qu'à partir de la saison 2. Agent réputé du FBI dans la recherche d'évadés, il est chargé de retrouvé les anciens prisonniers de "Fox River". Durant la saison, Mahone se montre extrêmement intelligent, anticipant presque les faits et gestes de Scofield grâce à ses tatouages notamment. Mais peu à peu, on apprend que Mahone se drogue et se fait contrôler lui aussi par la Compagnie à cause d'un meurtre qu'il a commis inconnu des autorités. En effet, quelques années plus tôt, il dut traquer un homme nommé Oscar Shales. Après de longues recherches, prenant toute son énergie, son temps, son esprit, l'épuisant et le rendant limite fou, il finit par retrouver et arrêter l'ancien détenu mais dans un coup de grâce, le tue par balles. Il enterre le corps dans son jardin, se sépare de sa femme, la contraignant à quitter la maison où réside le corps encore chaud six pieds sous terre et l'affaire Shales est close, déclaré disparu.
Lors de la saison 3, Alex se rend au Panama pour une dernière mission pour la compagnie (qui fut aussi la première): tuer Lincoln et Michael. Il échoue et se faisant piéger par Michael, est emprisonné dans la prison de "Sona", où il retrouve T-Bag, Bellick (l'ancien gardien de "Fox River") et surtout Michael. Durant la saison 4, il aide Michael et l'équipe à trouver Scylla, tout en cherchant à se venger de la mort de son fils en tuant Wyatt, un agent de la compagnie. À la fin de la saison, il est devenu l'homme que Michael considère comme son égal et en qui il a confiance.

## Michael Scofield dans les œuvres de fiction
Sur le titre On paiera pas pour Pera, Hugo TSR rend hommage à la série Prison Break avec « Trop d'cons d'flics, pour sortir j'ai un plan comme Michael Scofield ».
Sur le titre Mets-toi à l'aise, Mister You rend hommage à la série Prison Break avec « C'est fini Prison Break, c'est fini Scofield ».
Sur le titre Soixante-quinze, Alpha Wann rend hommage à la série Prison Break avec « T'sais pas c'que j'peaufine quand je m'évade comme Michael Scofield ».
Sur le titre Fais pas le mec, Lorenzo évoque la série Prison Break avec « J'connais pas mes limites, j'en place une pour Michael Scofield ».